# Sikenica (powiat Levice)
Sikenica – wieś (obec) na Słowacji położona w kraju nitrzańskim, w powiecie Levice. Pierwsze wzmianki o miejscowości pochodzą z roku 1307. 
Według danych z dnia 31 grudnia 2012, wieś zamieszkiwało 640 osób, w tym 324 kobiety i 316 mężczyzn.
W 2001 roku rozkład populacji względem narodowości i przynależności etnicznej wyglądał następująco:
- Słowacy – 56,92%
- Czesi – 1,11%
- Romowie – 1,27%
- Węgrzy – 40,38%

Ze względu na wyznawaną religię struktura mieszkańców kształtowała się w 2001 roku następująco:
- Katolicy rzymscy – 58,51%
- Grekokatolicy – 0,64%
- Ewangelicy – 10,97%
- Husyci – 0,16%
- Ateiści – 11,61%
- Nie podano – 0,64%